# 미이정
미이정(御井町)은 후쿠오카현 미이군에 설치되었던 정이다. 1943년 10월 1일 미이정이 구루메시에 편입합병되고 폐지되었다.